# Puerto de Klaipėda
El puerto de Klaipėda (en lituano: Klaipėdos jūrų uostas) es un puerto marítimo situado en Klaipėda, Lituania. Es uno de los pocos puertos libres de hielo en Europa septentrional, y el más grande de Lituania. Sirve como un puerto de escala para los cruceros, así como para el transporte de mercancías. La ciudad de Klaipeda se ha involucrado en el comercio marítimo desde tan temprano como el siglo XIII, y probablemente durante la prehistoria, ya que se encuentra en la Ruta del Ámbar. Durante varios siglos, su administración y sus comerciantes defendieron el puerto y compitieron con el puerto de Danzig y el puerto de Königsberg.